# Lịch sử Malta

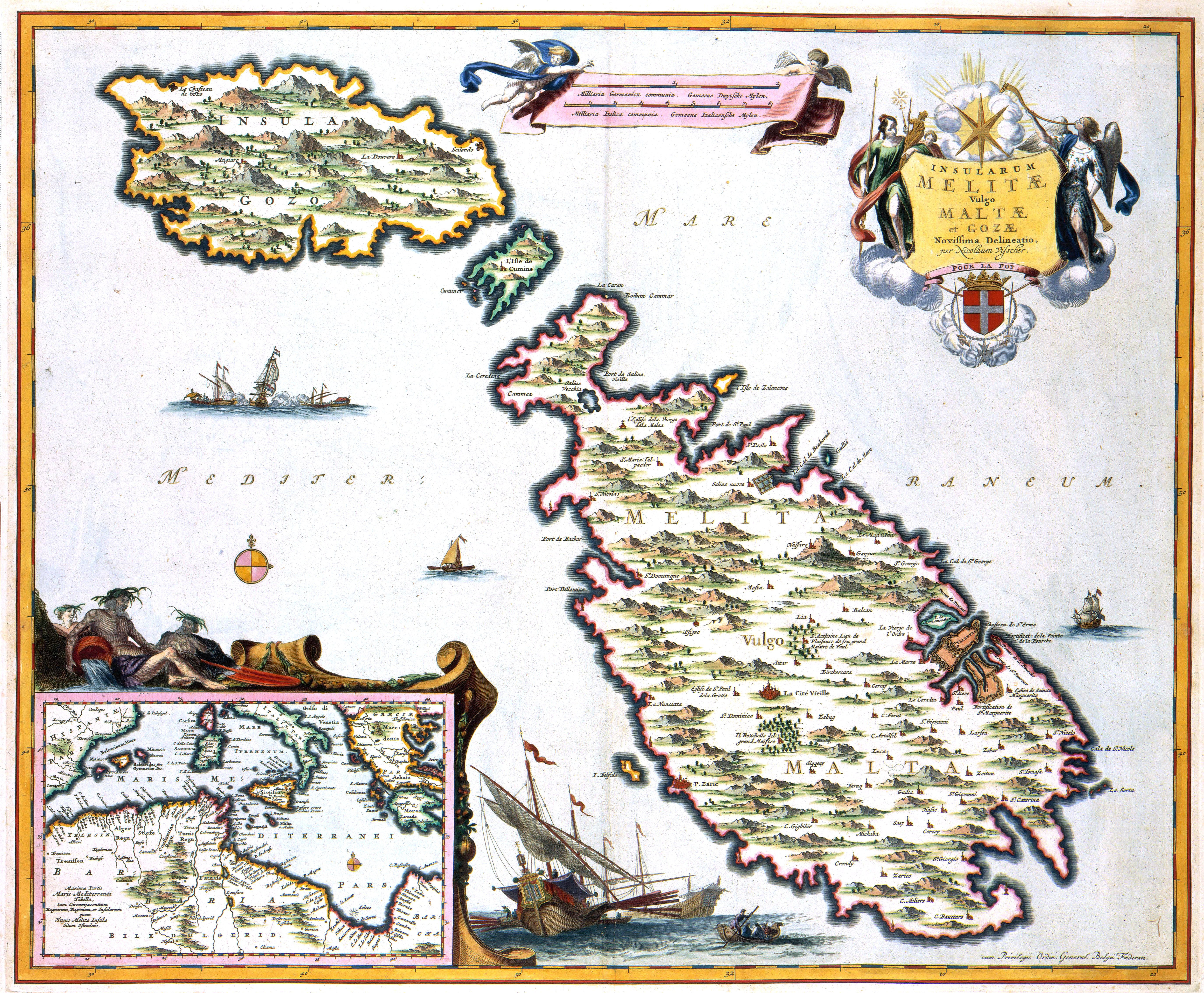
Bản đồ Malta

Malta có lịch sử lâu đời và có con người sinh sống vào khoảng năm 5900 trước Công nguyên. Những cư dân đầu tiên là nông dân, và việc khai thác nông nghiệp đã làm suy thoái đất cho đến khi họ không thể ở lại đó được nữa. Một nền văn minh mới đã đến đây tái định cư vào khoảng năm 3850 trước Công nguyên. Ở đỉnh cao của mình, họ đã xây dựng được các Đền cự thạch, ngày nay là một trong những tòa nhà cổ nhất còn sót lại trên thế giới. Nền văn minh này sụp đổ vào khoảng năm 2350 TCN. Ngay sau đó, các chiến binh Thời kỳ đồ đồng đến tái lập Malta.
Thời tiền sử của Malta kết thúc vào khoảng năm 700 TCN, khi quần đảo này bị người Phoenicia đô hộ. Họ cai trị quần đảo cho đến khi rơi vào tay vào tay Cộng hòa La Mã vào năm 218 trước Công nguyên. Hòn đảo này được người Đông La Mã hoặc Byzantine mua lại vào thế kỷ thứ 6, những người bị nhà Aghlabids trục xuất sau một cuộc bao vây vào năm 870. Malta có thể đã có dân cư thưa thớt trong vài thế kỷ cho đến khi được người Ả Rập tái định cư vào thế kỷ 11. Các hòn đảo đã bị hạt Norman của Bá quốc Sicily xâm chiếm vào năm 1091, và dẫn đến việc Thiên chúa giáo hóa dần dần của các hòn đảo sau đó. Tại thời điểm này, các hòn đảo trở thành một phần của Vương quốc Sicily và bị thống trị bởi các nhà cai trị phong kiến liên tiếp bao gồm người Swabia, người Aragon và cuối cùng là người Tây Ban Nha.
Các hòn đảo đã được trao cho Order of St. John vào năm 1530, người cai trị chúng như một nước chư hầu của Sicily. Năm 1565, Đế chế Ottoman cố gắng chiếm các đảo trong cuộc Đại bao vây Malta, nhưng cuộc xâm lược đã bị đẩy lùi. Dòng đền tiếp tục cai trị Malta trong hơn hai thế kỷ, và thời kỳ này được đặc trưng bởi sự phát triển rực rỡ của nghệ thuật và kiến trúc và sự cải thiện tổng thể trong xã hội. Hội đã bị trục xuất sau khi Đệ nhất Cộng hòa Pháp xâm chiếm quần đảo vào năm 1798.
Sau một vài tháng cai trị của người Pháp, người Malta nổi dậy và người Pháp bị trục xuất vào năm 1800. Malta sau đó trở thành lãnh thổ bảo hộ của Anh, trở thành thuộc địa trên thực tế vào năm 1813. Điều này đã được Hiệp ước Paris xác nhận một năm sau đó. Quần đảo trở thành căn cứ hải quân quan trọng của người Anh, đóng vai trò là trụ sở của Hạm đội Địa Trung Hải. Do đó, Malta đã bị tấn công bởi phe Trục trong Thế chiến thứ hai, và vào năm 1942, hòn đảo này đã được trao tặng Thánh giá George, ngày nay xuất hiện trên quốc kỳ và quốc huy của Malta. Thuộc địa Crown của Malta tự quản trong các giai đoạn 1921–33, 1947–58 và 1962–64.
Malta trở thành một quốc gia thuộc Khối thịnh vượng chung được gọi là Bang Malta vào năm 1964 và trở thành một nước cộng hòa vào năm 1974. Từ năm 2004, quốc gia này đã là một quốc gia thành viên của Liên minh châu Âu...